# 숲주머니날개박쥐
숲주머니날개박쥐(Saccopteryx canescens)는 대꼬리박쥐과에 속하는 남아메리카 박쥐의 일종이다. 브라질 북부와 콜롬비아, 에콰도르, 프랑스령 기아나, 가이아나, 페루, 수리남, 베네수엘라에서 발견되며, 볼리비아에서도 서식하는 것으로 추정하고 있다.